# Jovtenke, Orihiv
Jovtenke (în ucraineană Жовтеньке) este o comună în raionul Orihiv, regiunea Zaporijjea, Ucraina, formată numai din satul de reședință.

## Demografie
Componența lingvistică a comunei Jovtenke
     Ucraineană (85,82%)
     Rusă (13,65%)
     Alte limbi (0,48%)
Conform recensământului din 2001, majoritatea populației comunei Jovtenke era vorbitoare de ucraineană (85,82%), existând în minoritate și vorbitori de rusă (13,65%).